# Лоло Ферари
Лоло Ферари (фр. Lolo Ferrari), рођена као Ив Женевив Алина Валоа (фр. Ève Geneviève Aline Vallois), или само Ив Валоа (9. фебруар 1963 — Грас, 5. март 2000) била је француска порнографска глумица, стриптизета и певачица. Називана је женом са највећим (вештачким) грудима на свету.
У центар међународне пажње дошла је 1995. када се појавила у француском издању Гинисове књиге рекорда. После се за њену смрт прво мислило да је самоубиство, али је остала сумња да је њен муж можда умешао прсте у то...

## Почеци
Ив Валоа је одрастала у туристичком центру Ла Бол (фр. La Baule). Често је говорила о несрећном детињству, да је њен отац био одсутан и да је мајка није волела. Као тинејџерка, добила је неколико манекенских послова.
Године 1988. се удаје за Ерика Виња (фр. Eric Vigne), бившег дилера дроге, 15 година старијим од ње, тек пуштеним из затвора. Тада је почела да ради као фото-модел и манекенка, са својим мужем као менаџером. Такође је радила као проститутка и њен супруг је био ухапшен због њеног подвођења.

## Увећање груди
Охрабрена својим мужем, почетком 1990. године, Лоло се подвргла бројним операцијама пластичне хирургије, да створи обим од 180 cm силиконски-побољшаних груди (пре тога јој је обим био 94 cm). И имала је 22 увећања укупно, што је Гинисов светски рекорд.
Гинисова књига рекорда каже да свака њена дојка тежи 2,8 килограма, и садржи 3 литра физиолошког раствора (енгл. saline). Морала је да носи посебно пројектован грудњак, а као резултат бројних операција Лоло је патила од бројних медицинских тегоба и живела под тешким режимом лекова. Иначе, саме импланте је дизајнирао инжењер који је био укључен у дизајн авиона Боинг 747.
У интервјуима, она је рекла о својим операцијама:
Све ово је зато што ја не могу да поднесем живот. Али то није променило ништа.
и
Била сам уплашена и било ме је срамота; хтела сам да променим своје лице, тело, да се трансформишем. Хтела сам да умрем, стварно.
Неки психолози су претпоставили да она пати од дисморфофобије.

## Каријера
Након увећања груди, Ив Валоа узела је „уметничко” име „Лоло” од француске жаргонске речи за груди, и „Ферари” као презиме, и снимила неколико порнографских филмова. Употреба имена Ферари (потпуно оправдано, јер је то било презиме њеног деде по мајци) довело је до дугих судских битака са истоименим италијанским произвођачем аутомобила о повреди робне марке, када је покушала да на тржишту рекламира линију доњег веша под тим називом, и луткицу „Лоло Ферари”.
У настојању да себе промовише, отишла је са супругом на Кански филмски фестивал лета 1995. Освојила је тамо награду за „велике европске груди”, постала миљеник фотографа, и предмет међународне пажње.
Глумила је у белгијском филму Camping Cosmos и током премијере тог филма изазвала је сензацију на Канском филмском фестивалу 1996. године.
Лоло је искористила тек освојен публицитет да добије редовну улогу на британској телевизији Канал 4 (Channel 4) у емисији под називом Eurotrash. Уследила су појављивања и на другим европским емисијама и рад у кабаре представама где је певала и изводила стриптиз. Надала се да покрене каријеру поп певачице, снимила два сингла (Airbag Generation и Set me Free), касније још два (Dance Dance Dance и Don't leave me This Way, али без комерцијалног издања), и тако је Лоло створила од себе култну личност и стекла симпатизере.

## Смрт
Ујутро 5. марта 2000. године супруг Ерик је Лолу нашао мртву, тада под неразјашњеним околностима. Првобитна обдукција утврдила је да је она умрла од превелике дозе антидепресива и лекова за смирење. Била је очајна и то је водило самоубиству. Њени родитељи су посумњали да је Ерик био умешан и успели су да се обави друга обдукција две године касније. Ова друга обдукција утврдила је да се гушење не може искључити и удовац Ерик је осумњичен за изазивање смрти. Ухапшен је и провео је 13 месеци у затвору. После друге медицинске анализе, он је коначно ослобођен од оптужбе 2007. године.

## Филмографија
- (1996)
- (1996)
- (1996)
- (1996)
- (1997)
- (1998)
- (1999)
- (1999)
- (режирао Штефен Јиргенс) (2006)

## Дискографија
- (1996)